# Bällsjön
Bällsjön är en sjö i Västerviks kommun i Småland och ingår i Storåns huvudavrinningsområde. Sjön är 5,2 meter djup, har en yta på 0,228 kvadratkilometer och är belägen 17 meter över havet. Sjön avvattnas av vattendraget Bällsjöbäcken.

## Delavrinningsområde
Bällsjön ingår i det delavrinningsområde (643361-154026) som SMHI kallar för Mynnar i Storån. Medelhöjden är 39 meter över havet och ytan är 7,57 kvadratkilometer. Det finns ett avrinningsområde uppströms, och räknas det in blir den ackumulerade arean 22,85 kvadratkilometer. Bällsjöbäcken som avvattnar avrinningsområdet har biflödesordning 2, vilket innebär att vattnet flödar genom totalt 2 vattendrag innan det når havet efter 3 kilometer. Avrinningsområdet består mestadels av skog (47 procent), öppen mark (12 procent) och jordbruk (36 procent). Avrinningsområdet har 0,26 kvadratkilometer vattenytor vilket ger det en sjöprocent på 3,5 procent.